# Tighennif
Tighennif là một đô thị thuộc tỉnh Mascara, Algérie. Dân số thời điểm năm 2002 là 55.8 người.